# Куликовка (Воронежская область)
Куликовка — село в Кантемировском районе Воронежской области России. Находится в 7 км от Михайловки. 
Входит в состав Михайловского сельского поселения.

## География

### Улицы
- ул. Вишневая,
- ул. Горная,
- ул. Заречная,
- ул. Луговая,
- ул. Полевая,
- ул. Садовая,
- ул. Солнечная,
- ул. Центральная.

## История
Основано в середине 1750-х годов выходцами из села Новобелая. Название получило от первожителя Игната Куличенкова. 
В центре села на возвышенности расположен памятник архитектуры – церковь Преображения Господня, построенная в 1836 году. Это один из лучших памятников русского классицизма в Воронежской области. К сожалению, не сохранились сведения о том, кто был инициатором строительства и на чьи средства осуществлялось финансирование. Известно только, что после революции храм, как и большинство других, был закрыт.  Богослужения в нём возобновились после 1943 года.  
С этого момента храм оставался действующим до начала так называемых хрущёвских гонений на церковь во второй половине 1960-х гг. В этот период храм был закрыт и превращён в зернохранилище, благодаря чему и сохранился вплоть до нашего времени.  
В 1990-х гг. была предпринята попытка реставрации храма группой энтузиастов. Были отштукатурены верхний ярус колокольни и часть наружной стены. После того как была снята старая кровля с храма, реставрация была заброшена, вследствие чего храм пришёл в ещё более плачевное состояние, чем то, которое было до начала работ.
Осенью 2014 года по благословению правящего архиерея епископа Россошанского и Острогожского Андрея в Куликовке была открыта молитвенная комната. В январе 2015 года в полуразрушенном храме впервые за многие годы прошла служба, на которую собралось около 100 человек. Жители села решили реконструировать церковь. Летом строители из Россоши укрепили купол. 13 октября этого же года на Преображенском храме установили новый купол и крест. А в конце мая 2016 года начался ремонт колокольни на церкви.
Возле церкви в центре села находится другой памятник истории – братское захоронение времён войны. Здесь покоится прах 12 воинов 6-й армии Воронежского фронта. На могиле установлен монумент. 
По состоянию на 1995 год, в селе были 241 двор и 656 жителей, имелись сельский клуб, школа и магазин.
В 2010 году в Куликовке проживало 559 человек. 